# A1 SAT TV
A1 SAT TV je usluga digitalne satelitske televizije (DTH - direct to home), tvrtke A1 Hrvatska, hrvatskog pružatelja telefonskih, internetskih i usluga kabelske televizije. Do 11. ožujka 2013. usluga je bila u vlasništvu rumunjske tvrtke RCS & RDS pod imenom Digi TV.

## Emitiranje i kodiranje
A1 SAT TV emitira na satelitu Eutelsat 16A smještenom na orbitalnoj poziciji od 16° istočno. Kanali su kodirani u Conax sustavu kodiranja.

## Vanjske poveznice
- A1 SAT TV